# 인나이촌
인나이촌(院内村)은 아키타현 유리군에 설치되었던 촌이다.